# Gwangyang
Gwangyang (Gwangyang-si; 광양시; 光陽市), è una città della provincia sudcoreana del Sud Jeolla.